# Brachypodium retusum
Brachypodium retusum — вид рослин родини тонконогові (Poaceae).

## Опис
Багаторічна рослина з розгалуженим кореневищем. Стебла (12)40 x 60(140) см, прямостоячі, з більш ніж 2 вузлами і численним листям. Листова пластина 7–50 см × 0,5–5 мм. Колоски (13)20–46 мм, часто серпоподібні під час цвітіння, з (5)10–18 квітами. Цвіте з травня по червень.

## Поширення
Північна Африка: Алжир; Лівія; Туніс. Західна Азія: Ліван; Сирія; Туреччина. Південна Європа: Албанія; Хорватія; Греція (вкл. Крит); Італія (вкл. Сардинія, Сицилія); Франція (вкл. Корсика); Португалія; Гібралтар; Іспанія (вкл. Балеарські острови). Росте на суглинних ґрунтах і тріщинах вапняку.

### Галерея

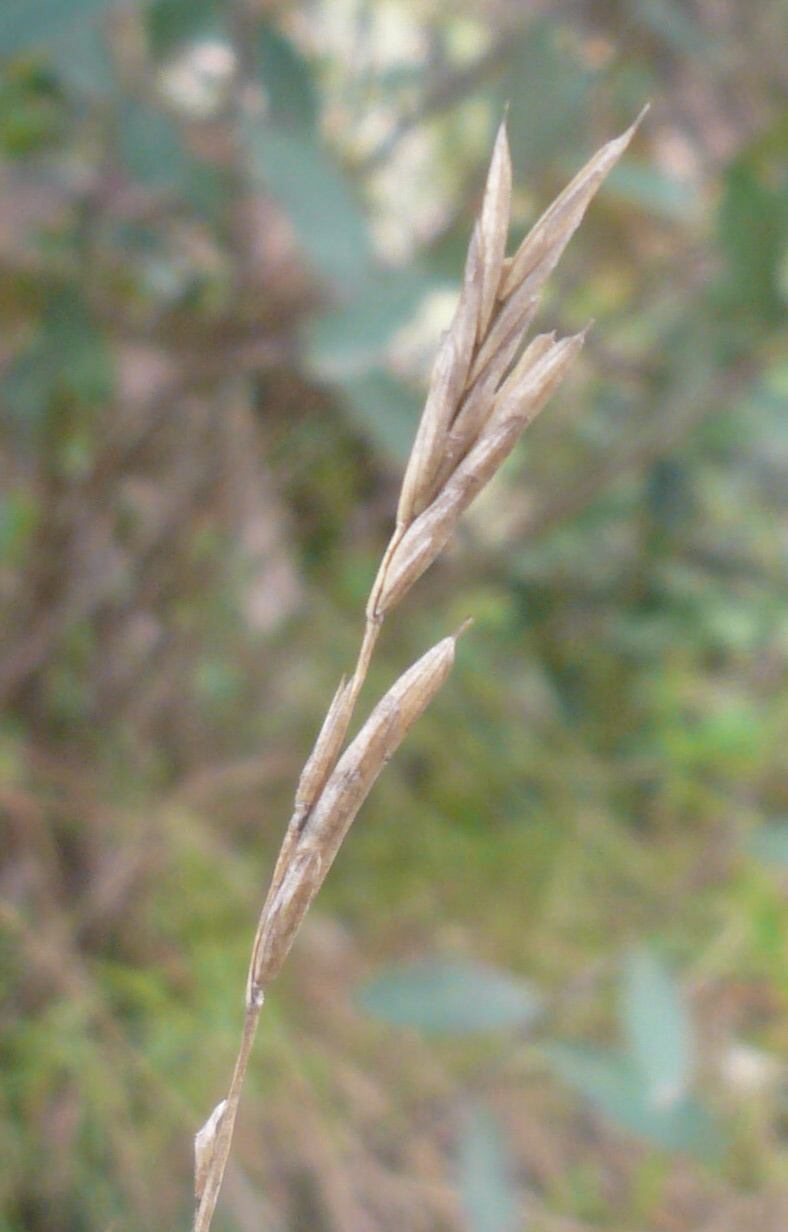